# الدیا اسکولار
الدیا اسکولار (به اسپانیایی: Aldea Escolar) یک منطقهٔ مسکونی در آرژانتین است که در ایالت چوبوت واقع شده‌است.